# Comunità ebraica di Oderzo
Tra il Quattro e il Seicento la cittadina trevigiana di Oderzo ospitò una rilevante comunità ebraica.
La presenza di ebrei è documentata sin dall'epoca romana, visto che a Concordia Sagittaria è stata rinvenuta l'iscrizione tombale del negotiator Flavius Nunnus, armatore israelita vissuto a Opitergium tra il IV e V secolo. Tuttavia, per tutto il medioevo non si hanno notizie di una comunità e il primo ebreo a raggiungere Oderzo in epoca moderna sembra essere stato il banchiere Sansone, che nel 1429 affittò una casa all'interno delle mura cittadine.
Nel Cinquecento si era ormai formata una comunità consistente, con la presenza di famiglie veneziane (si citano i Levi, i Marcaria e i Luzzato) che mantenevano stretti contatti con i parenti rimasti nella capitale. Di tanto in tanto compaiono anche ebrei levantini e italiani (Sulmona, Ferrara, Cori), segno che la cittadina, caratterizzata da un certo dinamismo economico, aveva destato l'interesse di mercanti e imprenditori. 
Si trattava certamente di un gruppo fiorente, che aveva intessuto relazioni matrimoniali ed economiche con le comunità di Asolo, Bassano, Este, Padova, San Vito al Tagliamento e Udine. La presenza di un banco è attestata, come già detto, dal 1429; si può supporne la chiusura nel 1565, quando fu istituito un Monte di Pietà, ma nel 1580 è citata la stipulazione di un nuovo contratto. Un'altra attività che impegnò gli ebrei fu la compravendita di cereali e, in misura minore, di bestiame. Ebbero anche un proprio cimitero allestito su un orto da loro acquistato.
L'ultima attestazione di ebrei a Oderzo risale al 1652, quando una famiglia si convertì al cristianesimo assumendo il cognome Regini. Non è chiaro dove i suoi membri si siano dispersi: sappiamo solo che due esponenti dei Marcaria si erano stabiliti a Candia (1637-1645), mentre un terzo era passato a Conegliano (1690-1692).